# 오구리 캡
오구리 캡(オグリキャップ, Oguri Cap, 1985년 3월 27일 ~ 2010년 7월 3일)은 일본의 경주마, 종모마로, 1987년 1월 28일부터 1990년 12월까지 경주마로 활동했다.

## 개요
1987년 5월 기후현의 지방 경마(NAR)인 카사마츠 경마장에서 데뷔한 뒤 8연승, 중상 5승을 포함해 12전 10승을 거둔 뒤 1988년 1월 중앙 경마 (JAR)로 이적하여 중상 12승(G1 4승)을 기록하였다.
1988년 JAR상 최우수 4세 수말, 1990년 JRA상 최우수 5세 이상 수말 및 연도 대표마, 1991년 JRA 현창마에 선출되었다.
애칭은 “오구링”, “회색 괴물(芦毛の怪物)” 등 다수가 있다.
중앙경마 시대에서는 슈퍼 크리크, 이나리완 두마리와 함께 "3강"으로 통칭되었다.
경주마 은퇴 이후, 홋카이도 니캇푸 정의 우준 스탤리온 스테이션에서 종마가 되었으나, 산구에서 중앙경마의 중상 우승마를 내지 못하고 2007년 종마 생활에서 은퇴하였다.
종마 생활 이후 우준 스탤리온 스테이션에서 공로마로서 길러지고 있었으나, 2010년 7월 3일 오른쪽 뒷자리 골절로 안락사 처리된다.

## 생애

### 데뷔 이전
오구리 캡은 1985년 3월 27일 자정에 탄생했다. 출생시에는 오른쪽 앞다리가 크게 외향(다리가 바깥을 향하고 있는 것)인 상태로 태어나 출생 직후 좀처럼 스스로 일어나지 못하여 목장 관계자들이 포옹하여 초유를 먹여야 했다.
경주마로서는 큰 장애로서 이나바 목장장은 장애를 안은 말이 무사히 성장하라는 소원을 담아 아명을 "발랄" (하쯔라쯔,ハツラツ)이라고 이름 붙였다. 한편, 하쯔라쯔의 오른쪽 앞다리의 외향은 이나바가 발굽 깎기를 하는 등 교정에 힘쓴 결과 성장하며 개선되었다.
어미인 화이트 나루비는 젖이 잘 나오지 않았고, 망아지에게도 수유하는 것을 싫어하였기에 출생 이후 오구리 캡은 영락없이 야위고 불품 없는 경주마의 모습이었다. 그러나, 오구리 캡은 잡초마저 먹는 등 식욕이 왕성해 2살 가을 쯤에는 다른 말들에 못지 않은 말로 성장하였다. 성질 면에서는 다른 말들이 있을 때 추월하려 하는 등 경쟁심이 강했다.
1986년 10월 오구리 캡은 기후현 야마가타군 미야마쵸 (현: 야마가타시)에 있던 미야마 육성 목장으로 옮겨 가면서 3개월간 순치조교를 받았다. 당시 미야마 육성 목장에서는 한 직원(요시다 켄지, 吉田謙治)이 30여 마리의 말을 관리해야 했던 상황이었기 때문에 모든 말에 신경쓸 상황은 아니었지만 오구리 캡은 방목지에서  홀로 떨어져 지내는 경우가 많아 요시다의 관심을 끌어 조교를 받기도 했다. 요시다는 당시 오구리 캡의 인상에 대해 지혜롭고 내성적이며 상냥한 말이었지만 조교 때에는 사람을 떨어트리려고 뛰는 등 승부심을 띄거나, 조교라고 하기 보다는 함께 노는 느낌이었다고 말한다. 오구리 캡은 당시 육성 목장에 있던 말들 중에서 3, 4위 자리에 있었고 다른 말과 싸우는 일은 없었다. 식욕은 이나바 목장에 있던 시절과 다름 없이 왕성했고, 그 점에 끌린 마주가 구매 청약을 신청할 정도였다.

### 경주마 시기

#### 카사마츠 경마 시기
1987년 1월 28일 카사마츠 경마장 스미 마사오 (鷲見 昌勇)의 구사(厩舎)에 들어간다. 등록 마명은 오구리 캡 (オグリキャップ).
오구리 캡은  800m의 경주마 조교 심사를 51.1초로 주파하며 합격한다.
5월 19일 데뷔전에서 조교 심사 결과를 바탕으로 2번 인기에 이르렀지만 3번 코너에서 다른 말과 스치며 마지막 직선에서 마치 토쇼에게 목 차이로 2착으로 패배했다. 그러나 조교사 스미는 오구리 캡의 달리기가 빠른 말에서 흔히 볼 수 있는 무게 중심이 낮은 달리기라는 점, 실전 경험이 쌓이면 빨라질 말이라는 판단하에 2주 간격으로 레이스에 기용한다. 데뷔 4차전에서 마치 토쇼에게 다시 2착으로 졌지만 5차전에서는 마치토쇼를 꺾고 이긴 이후론 중상 5승을 포함해 8연승을 달성한다.
앞서 언급했듯, 오구리 캡은 데뷔전, 4차전에서 두번씩이나 마치 토쇼에게 패했다. 패인은 모두 다트 800m 경주에서 단거리 전에서는 큰 불리고 이어지는 출발 지연 (출발시 출발대에서 나오는 타이밍이 늦어지는 것)에서 기인한다. 한편 오구리 캡에 이긴 경주에서 마치 토쇼의 기수에 따르면 "오구리 캡은 엔진이 느린 말이었고, 마치 토쇼는 순간 각력이 무기와 같은 말로 단거리가 적성에 맞았다"고 말했다. 한편, 오구리 캡의 구무원은 4차전과 5차전 사이 미유라 유우이치(三浦裕一)에서 카와세 토모미츠(川瀬友光)로 교체된다. 카와세가 인계받은 오구리 캡의 발굽은 제차부란 (발굽 안쪽이 썩어가는 질병)을 일으켰다. 오구리 캡은 아픈 발굽을 후비는 것도 싫어했으며, 다리를 올리는 것도 거부하며 계속 일어서서 날뛰기도 했지만, 카와세가 발굽을 청소하고 약을 붙여 3일 정도 뒤 완치되었다. 카와세는 오구리 캡이 제차부란으로 경주 능력을 충분히 발휘할 수 있는 상태가 아니였다고 추측한다.

##### 중앙 경마로의 이적
1988년 마주 오구리는 오구리 캡을 2000만원에 사하시 이소오에 매각하기로 한다. 사하시는 중앙 경마로의 이적을 결정한다.
오구리 캡의 활약으로 오구리 캡을 구입하고 싶다는 구매 제의는 다수 들어왔다. 특히 츄쿄 경마장 (中京競馬場, 당시는 지방과 중앙 경마 공동 사용) 잔디 코스에서 열린 8차전 중경배(中京盃)우승 이후로는 구매 제의가 쇄도했다. 또, 오구리 캡의 중앙 이적을 권하는 목소리도 나왔다. 그러나 오구리 캡에 대한 오구리의 의도는 어디까지나 카사마츠 경마장에서 활약하고 있었고, 또 소유한 경주마는 결코 포기하지 않는다는 신념으로 이들 신청 제의를 모조리 거절하고 있었다. 이에 대해 가장 열심히 오구리와 협상을 펼친 사람이 사하시였으며, 중앙 경마 마주 등록을 하지 않았던 오구리에 대해 "이대로 카사마츠의 오구리 캡에서 끝낼 겁니까", "말을 생각한다면 중앙 경마에서 달리게 해야 합니다"와 같이 수차례 설득하였기에 오구리는 말의 명예를 위해서 중앙 경마로 진출하는 것이 옳다는 판단에 이르렀다. 중앙 잔디가 맞지 않으면 스미 마사오의 구사로 되돌린다는 조건부 동의에 이르게 된다. 또, 사하시는 오구리 캡이 중앙 경마 레이스에서 우승 시 위너즈 서클 기념 촬영에 오구리를 초대하고, 종마가 될 경우 우선적으로 교배할 권리를 주기로 약속한다.
스미는 오구리가 오구리 캡을 매각하는데 따른 자신의 비원인 토카이 더비 (동해 더비) 재패 가능성이 끊긴 것에 분노해 오구리 캡의 카사마츠 경기장에서의 마지막 경기였던 골드 주니어 레이스 이후, 오구리가 관계자 기념촬영을 권하였을 때 촬영을 거부했다.
오구리 캡의 이적으로 카사마츠 경마 관계자는 오구리 캡과 직접적인 관계를 끊게 되었다. 예외적으로 직접적인 접점을 가진 것이 오구리 캡의 장제사(편자공)였는데, 카사마츠 경마장의 개업 장제사는 본래 중앙 경마 시설 안에서 장제를 할 수 없었으나 사하시의 강력한 요구로 인해 특례로 인정되었다.

#### 중앙 경마 시기

##### 1988년 (3세, 구 4세)

###### 레이스 내용
중앙 경마 이적 이후 오구리 캡은 릿토 트레이닝 센터의 조교사 세토구치 츠토무의 구사에서 관리되는 것으로 정해져 1월 28일 스미의 구사에서 세토구치 구사로 이동한다.
오구리 캡의 중앙 이적 이후 첫 경기는 패가수스 스테이크스가 선정되었다. 지방에서의 성과는 알려졌지만 당일 단승 확률은 2번 인기였다. 경주에서는 초반 뒤로 물러나있다 3번 코너에서 마군 밖을 지나 앞으로 진출, 4번 코너를 지나면서 스퍼트로 다른 말들을 제치며 우승했다.  출주 전 시점에서 오구리 캡의 진영에서 기대는 높은 편은 아니었다. 우승은 예상보다 높은 결과였다. 이 경주에서 중계를 담당한 스기모토 기요는 "이것은 소문에 얽메이지 않는 힘이다"고 말했다. 이날 사하시가 소유한 토키노 오리엔트가 주이니치 신문배에서 우승하여 사하시는 중앙경마 역사상 최초의 동일 마주에 의한 지방 출신 말이 같은 날 중상 재패를 달성하였다.
이적한 뒤 2차전은 마이니치 배로 선정된다. 마이니치 배는 마장 상태가 추입마에게는 불리한 중마장 상태로 발표되어 오구리 캡이 마장 상태에 대응할 수 있는지에 대한 관심이 집중되었다. 오구리 캡은 3코너 마지막 위치에서 마군 밖으로 지나 전방으로 진출하기 시작해 결승 지점 직전에 앞장서 우승했다.
오구리 캡은 본래의 마주였던 오구리 코오이치가 중앙 경마를 염두에 두지 않아 클래식 등록을 하지 않았기 때문에 전초전인 마이니치 컵을 우승해 상금액으로는 우위에 섰으나 사스키상에 등록하지 못한채 교토4세 특별전에 출주한다. 이 경주에서는 다음 해 1989년 전체를 함께하게 되는 미나이 카스미가 기승하였고, 오구리 캡 한마리만이 58kg이라는 페널티를 받았음에도 세번째 코너에서 막판 뒤집기로 우승한다.
클래식 등록을 하지 않은 오구리 캡은 일본 더비에도 출주할 수 없었다. 대신 뉴질랜드 트로피 4세 스테이크스에 출주한다. 이때 오구리 캡은 피로가 쌓여 치료를 위해 주사를 맞는 등 컨디션이 불안한 면이 있었다. 레이스에서는 초반 후미에 자리잡았지만 4코너를 통과한 직후에 앞장서 그대로 우승했다. 이 래이스에서 오구리 캡의 주파 시간은 뉴질랜드 트로피 4세 스테이크스 경주 레코드였다. 오구리 캡의 주파 시간은 도쿄 경마장 1600m에서 열린 야스다 기념보다 빨랐다.
이어 다카마쓰노미야 기념(高松宮記念)에선 첫 고마(4세 이상의 경주마)전, 특히 중상 우승마였던 랜드 히류와의 대결에 팬들의 관심이 주목되었다. 레이스에서는 랜드히류가 앞장서 도주하는 반면에,  오구리캡은 초반에는 4번째에 자리 잡다 3코너에서 전방으로 진출을 시작한다. 4코너에서 두 번째에 서면 직선으로 랜드히류를 따돌리고 중경경마장 잔디 2000m 코스 레코드를 세우며 우승했다. 이 승리로 지방 경마 출신 이적마에 의한 중상 연승 기록인 5연승을 달성했다.
다카마쓰미야배의 레이스 이후, 오구리 캡은 가을 시즌의 로테이션을 검토해, 마이니치 왕관배를 거쳐 천황상(가을)으로 GI 레이스에 처음으로 출주하는 것으로 결정되었다. 마이니치 왕관배까지는 피서 대신,  릿토 트레이닝 센터에서 조정하는 것으로, 8월 하순부터 본격적인 조교를 시작하여, 9월 말이 되어서야 도쿄 경마장으로 이송된다.
마이니치 왕관에서는 시종 후방에서 레이스를 펼치다가 제3 코너로부터 스퍼트를 걸어 우승했다. 이 승리로 당시 JRA 중상 연승 기록인 6연승을 달성했다. 당시 경마 평론가로 활동했던 오하시 쿄센 (大橋 巨泉, おおはし きょせん)은 오구리 캡의 레이스 내용에 대해서, "마이니치 왕관에서 최상위 수준의 고마를 상대로 후방에서 느린 페이스를 펼치다 단숨에 크게 돌려 밀어내는 등의 재주는 지금까지 본 적이 없다.", "아무래도 오구리 캡은 괴물 그 자체인 것 같다"고 평했다. 마이니치 왕관배 이후, 오구리 캡은 그대로 도쿄 경마장에 머물러 조정을 계속한다.
이어진 추계 천황상에서는, 작년 가을부터 7연승을 기록하던 타마모쿠로스를 능가하는 1번 인기를 기록한다. 레이스에서는 마군의 약간 후방에 붙어 있다가 치고 올라간다. 출주했던 말들 중 가장 빠르게 치고 올라갔지만, 직선에서 선두었던 타마모 크로스를 꺾지 못하고, 2착으로 패한다.
추계 천황상에서의 패배로 인해, 오구리 캡의 마주인 사하시는 타마모 크로스에게 복수하고자 하는 마음을 강하게 품게 되었다. 따라서, 다음주에 타마모 크로수의 출주가 예정되어 있던 재팬컵에 오구리 캡 역시 참가하는 것으로 결정되어, 오구리 캡은 계속 도쿄 경마장에서 조정을 진행한다. .레이스에서는 천황상(가을)의 기승에 대해 사하시가 "조금더 적극적으로 가주었으면 했었다"라고 불만을 표출한 것을 두어, 카와치는 세토구치와 상담한 뒤, 선행책을 취하기로 한다. 재팬컵 레이스 초반에는 3, 4번에 위치했었다. 그러나, 관람대 맞은편 코스 정면에서 접점을 찾지 못하고 뒤로 밀려나기 시작했고, 제 3 코너에서는 마군 속에 완전히 갇혀버리고 말았다. 제 4코너에서는 진로를 확보하면서 전방으로의 진출을 시작했었지만,  페이 더 버틀러(Pay the buttler)와 타마모 크로스를 넘어서지 못한 채 3착을 기록히먀 패배한다. 레이스 이후, 다음 주에 예정된 아리마 기념에서 패배를 만회하고자 했던 사하시는, 세토구치를 통해 당시 아리마 기념에서 기승마가 정해지지 않은 오카베 유키오가 오구리 캡에 기승해 주기를 희망했다. 세토구치를 통해서 기승 의뢰를 해 보았지만, 오카베는 "서쪽 (관서, 리토 트레이닝 센터)의 말은 잘 모른다"는 말로 완곡하게 이를 거절한다.  그러나 그러나 세토구치가 '딱 한번만'이라는 조건을 달아 부탁했고, 이를 오카베가 승낙함에 따라 아리마 기념에서 오카베가 오구리 캡에 기승하는 것이 결정되었다. 
아리마 기념까지 오구리 캡은 미호 트레이닝 센터에서 조정을 실시한다. 오구리 캡은 타마모 크로스에 이은 2위 인기로 출주를 확정했고 당일 단승도 타마모 크로스에 이은 2위 인기를 얻는다. 세토구치는 레이스 전 오카베에게 "4코너 근처에서, 앞말과의 1~2마신의 차이를 두면서 승부를 걸어달라"고 지시한다. 따라서 오구리 캡은 레이스에서 시종 5, 6번째의 위치를 유지하다가, 4 코너에서 전방으로 치고나와 직선 코스에서는 선두를 지키면서 우승한다. GI경주 첫 승리를 달성하여 오구리 캡은 같은 해 JRA상 최우수 4세 모마로 선출된다.
타마모 크로스를 담당한 조교 조수 이타카 준이치와 오구리 캡의 조교 조수 츠지모토는 사이가 좋아 함께 마작을 즐기는 사이였다. 천황상 이후 오구리 캡의 축사를 방문한 이타카는 오구리캡의 여물통을 들여다 보며 "이런 사료를 계속해서 먹인다면, 오구리는 계속 타마모를 이길 수 없다"고 말한다. 당시 오구리 캡의 여물에 경주마에게는 필요 없는 몸을 살찌우기 위한 성분이 포함되어 있다는 지적을 받은 츠지모토는 곧바로 그 배합을 취소한다. 아리마 기념이 끝나고 난 뒤, 이타카는 "나는 결과적으로 적에게 선물을 보내고 말구만" 이라 말하며 쓴 웃음을 지어야 했다고 말한다. 덧붙여, 오구리 캡의 구무원이었던 이케에 토시로는 오구리 캡이 자는 도중에도 사료를 먹으려고 할 정도로 식욕이 왕성했기 때문에, 아리마 기념 전에는 땀을 흘려 체중을 조절하는 조교를 시행했다 이야기 한다.

###### 클래식 등록
앞서 말했던 것처럼, 오구리 캡은 초대 마주인 오구리 고이치가 중앙에서 달리게 할 생각기 없었기 때문에 클래식 등록을 하지 않았다. 따라서, 중앙 경마 클래식 3관광 경주에 출전하지 못한다. 오구리 캡이 우승한 마이니치 컵에서 4등을 기록한 야에노 무테키가 사스키상을 우승한 뒤에는 오하시 쿄센이 추가 등록금을 낸다면 클래식 경주에 나올 수 있게 해달라는 내용을 일본 중앙경마회에 건의하는 등 오구리 캡의 클래식 출주를 가능하게 해 줄 것을 요구하는 목소리가 일었으나 실현되지 못했다. 이 일로 오구리 캡은 마르젠스키 이후 처음으로 환상의 더비마로 불리게 된다. 조련사 세토구치는 이후 "더비에 나갔더라면 이기지 않았겠습니까?"라는 질문에 "그렇지"라고 대답하며, "만일 클래식에 나갔더라면 중앙 경마 클래식 3관왕은 했을 것"이라고도 말한다. 반면, 마이니치 배의 결과를 근거로 야에노 무테키를 비롯한 동시대의 클래식 우승마의 실력이 저평가 되기도 한다. 일본 중앙경마회는 1992년부터 클래식 추가 등록 제도를 도입한다. 

###### 콘도 도시노리에게 매각
1988년 9월 오구리 캡의 2대 마주인 사하기 이쓰오의 탈세혐의가 제기된다, 장차 마주 등록이 말소될 가능성이 대두되어 많은 마주로부터 구입 신청이 쇄도했고, 결국 사하시는 이듬해 1989년 2월 22일 콘도 도시노리에게 오구리 캡을 매각했다. 매각액에 대해선 당초 연 3억엔이었던 것으로 알려졌으나, 이후 콘도는 2년간 총액 5억 5000만엔이었다고 밝힌다.
다만, 이 계약에는 오구리 캡이 경주마에서 은퇴한 이후에는 소유권을 사하시에게 돌려준다는 조건이 붙어있어, 실체는 명의 대여이며, 실질적인 마주 권한은 사하시에게 남아있는 것이 아니냐는 지적이 나왔다. 또, 오구리 캡의 높은 매각 가격도 지적되었다. 
오구리 캡의 매각과 동시에 사하시의 마주 등록은 말소되었다. 콘도는 자신의 기수복 색깔과 무늬를 사하시가 사용했던 것과 완전히 같은 것으로 변경한다.

##### 1989년 (4세, 구 5세)

###### 레이스 내용
1989년의 전반 로테이션으로서 오사카배, 천황상 (봄), 야스다 기념, 타카라즈카 기념으로 출주한다는 계획을 발표했지만, 2월 오구리 캡의 오른쪽 앞다리의 구절 염좌가 발생하여 오사카배의 출주 회피는 기정 사실화되었다. 게다가 4월에는 오른쪽 앞다리에 인대염이 발병해 시즌 전반은 모두 휴양하는 것으로 하기로 하고, 같은 달에는 경주마 종합연구소의 조반 지소에 있는 온천 요양 시설 (말의 온천)에서 치료한다. 요양 시설에는 마사미원의 이케 토시로(池江俊郞)가 동행해 온천에서의 요양, 수영장 운동, 초음파 치료기에 의한 치료를 행한다. 7월 중순, 릿토 트레이닝 센터로 돌아온 오구리 캡은 돌아와서는 주로 수용장 시설을 이용한 조교가 중점적이었다.
당초 마이니치 왕관 배로 레이스에 복귀할 예정이었지만, 조련이 순조롭게 진행되자 일정을 변경하여 9월 올커머로 복귀한다. 기수로는 교토 4세 특별전에서 기승했던 미나미 가쓰미 (南井克美)가 선발되었고, 이후 1989년 오구리 캡의 모든 레이스에 기승한다. 올커머에서는 5위권을 유지하다 제 4코너에서 치고 올라가 우승한다. 이때부터 4개월 간 중상 6전, 오구리 캡의 "'괴물 전설'을 결정짓는 가혹한 로테이션"이 시작된다. 
그 후 오구리 캡은 마이니치 왕관을 거쳐 천황상 (가을)에 출전하게 되어 도쿄 경마장으로 이송된다. 이송 후, 다리 부분에 불안이 발생했지만, 구무원인 이케에(池江)가 부상 부위를 냉각하자 상태가 개선되었고, 마이니치 왕관배 당일에는 이케에가 뒷바라지 한 만큼 기합을 내 주었다. 초반에는 후방에 위치해 앴다가 제 4 코너에서 마군 밖을 돌아 나와 전방으로 치고 올라왔다. 남은 100m 지점에서는 이나리원과 팽팽하게 경합을 번인 끝에 거의 동시에 결승선을 통과했다. 사진 판정 결과, 오구리 캡이 코 차이로 앞선 것으로 판정되어 사상 최초 마이니치 왕관 연패를 달성한다. 이 레이스는 오구리 캡의 "베스트 배틀", 혹은 "1989년의 베스트 매치"라고 불리기도 한다. 
천황상 (가을)에서는 6위권을 유지하며 레이스를 펼쳤지만 직선 주로에서 앞으로 치고 나갈 진로를 확보하지 못해 가속이 늦어져 먼저 빠져 나왔던 슈퍼 크릭을 따라잡지 못한 채 2착으로 패배한다. 미나미는 자신이 기승한 오구리 캡 중 "이길 수 있었는데 진 레이스"인 이 레이스가 가장 인상에 남는다고 술회하면서,  야에노 무테키가 가로 막고 있어 자세를 바로 잡은 뒤 바로 마군 밖으로 나와 쫓아 갈 수 없게 된 것이 너무 아쉬웟다고 말한다. 
이어진 마일 챔피언쉽에서는 제3코너에서 제 5번 코너까지 마군 밖을 지나 앞으로의 진출을 시도했찌만, 진출 페이스가 늦고, 또 제 4코너에서는 진로를 확보하지 못한 상황에 빠져 오구리 캡의 전방에서 레이스를 진행하던 뱀부 메모리와의 사이에 "쫒아갈 수 없다"고 생각하게 하는 격차가 생겼다. 그러나, 직선코스에서 진로를 확보한 뒤 맹렬한 기세로 가속해 거의 동시에 골인한다. 사진 판정 결과, 오구리 캡이 코 차이로 먼저 골인했다고 판단되어 우승으로 결정되었다. 미나미는 레이스 이후 우승 기수 인터뷰에서 천황상(가을)을 자신의 기승 미스로 졌다는 책임감 때문에 '다음에 이기지 않으면 안된다'는 결의를 가지고 레이스에 임했고, 승리로 '오구리 캡에게 구원받았다'고 느낀다며 눈물을 흘렸다. 
다음 주의 재팬컵에서는 매우 빠른 페이스로 레이스가 진행되는 가운데 당시 2400m 세계 기록 (2분 22초 2)을 세울 홀릭스에 이은 2착으로 패배한다.
재팬 컵 이후, 아리마 기념으로 출주하는 것을 결정했지만, 레이스 이전, 미호 트레이닝 센터에서 행해진 조련에서 턱을 올리는 행동을 보이는 등 연속적인 레이스에 의한 컨디션 불안이 지적된다. 아리마 기념에서는 시종 2위권에 있다 제 4코너에서 선두에 섰지만, 거기에서 속력이 약해져 5착으로 패배한다. 레이스 이후, 상당수 관계자는 피로가 있었던 점을 인정했다. 

###### 1989년의 로테이션
만 3개월 반 동안 6개의 레이스에 출전했던 1989년의 오구리 캡의 로테이션, 특히 앞서 이야기한 연속적인 출장에 대해서는 많은 경마 팬, 매스컴, 경마 관계자들은 비판적이거나 부정적 입장을 피력했다. 이해 가을에 많은 레이스에 출전하는 로테이션이 짜인 배경에 대해 '오구리 캡 획득에 들어간 고액의 투자 비용을 회수하기 위해 최대한 많은 레이스에서 벌어들여야 했기 때문'이나, '말을 혹사시켜서라도 상금을 벌게 하려는 것이 아닌가'는 추측이 이어졌다. 
조련사 세토구치는 마일 챔피언쉽 이후 재팬 컵에 오구리 캡을 출주시킬 때, 해당 로테이션을 둘러싼 논란에 대해 "저 말에는 상식이 통용되지 않는다"고 말했다. 그러나, 연속된 출전에 가세하여 올커머에 출주시킨 것에 해하여서는 '무리가 조금 있었다 생각한다'고 말한다. 또 연속 출장이 결정된 경위에 대해서도 조교 조수 쓰지모토 미츠오는 "오구리 캡은 도중에 들어온 말이라, 아무래도 오너의 생각을 우선시 하는 건 아닐까"라고 말하며, 마주인 콘도의 의향을 수용한 것이었음을 시사한다. 반면, 콘도는 연속 출장에 대해서 "말에게는 '물이 오르는 때'가 반드시 있습니다. 실제로 말을 보고 판단을 내린 뒤, 조련사와도 상담을 한 뒤 결정했습니다. 무리, 혹사라고 하는 것은 매우 뜻 밖의 일"이라고 말한다. 또한, 이나바 목장의 이나바 유지 (稻葉裕治)는 "어디까지나 말의 상태를 보고 판단하면 되는 일 아닌가"며 콘도의 입장에 동조하였다. 미나미 카츠미는 1989년의 로테이션에 대하여 "천성이 터프한 자질에 마사의 노력이 합쳐져 저런 로테이션으로도 어느 정도 상태를 유지하고 있었을 것"이라 회고하고 있다.

##### 1990년 (5세, 구 6세)
1989년 한때, 경주마를 은퇴한다는 소식이 보도된 오구리 캡이었음에도 1990년에도 현역을 계속한다. 이는 일본 중앙 경마회가 소유주 측에게 현역 유지를 요청했기 때문이라고도 한다.
아리마 기념 출주 이후 오구리 캡은 휴양을 위해 경주마 종합 연구소 조반 지소의 온천 요양 시설로 이송되었다. 오구리 캡의 로테이션은 전반 시즌에는 천황상(봄), 야스다 기념으로 출전한뒤, 9월엔 미국에서 열리는 G1 경주인 알링턴 밀리언스테이크스에 출전한다고 알려졌다. 미국 원정이라는 계획 뒤에는 미국 레이스에 출주 경험이 있는 말만이 게재되는 미국의 획득 상금 랭킹에 오구리 캡을 등재시키려는 마사측의 의도가 숨어 있었다. 
오구리 캡은 2월 중순 릿토 트레이닝 센터로 되돌아와 조정을 계속한다. 당초 첫 경기에는 오사카 컵이 예정되어 있었다. 눈에 띄는 부상은 없었지만, 상태가 좋지 않아 야스다 기념으로 변경되었다. 야스다 기념에서는 타케 유타카가 처음으로 기승한다. 야스다 기념에서는 2~3위를 따라가다 남은 400m 지점에서 선두에 나서 코스 레코드인 1분 32초 4를 기록하면서 우승한다. 이로 인해 오구리 캡의 통산 획득 상금액이 당시 일본 역대 1위에 기록된다. 
계속된 타카라즈카 기념에서는 타케 유타카가 슈퍼 크릭을 기승하기로 하여, 오카 준이치로가 기승한다. 경기 내내 3~4위 권에 머물러 있었는데, 직선 주로에서 선두를 따라잡지 못하면서 2착으로 패배한다. 레이스 직후 오구리 캡은 양 앞다리에 골막염이 발병하고, 그 뒤, 오른쪽 뒷다리에 비절연종이 발병해 알링턴 밀리언스테이크스의 출주를 취소하고 7월 중순부터 경주마 종함 연구소 조반지소의 온천 요양 시설에서 요양에 들어간다. 
오래 전부터의 목표였던 천황상 (가을)의 출주를 목표로 해 8월 말에는 오구리 캡을 릿토 트레이닝 센터로 이송했지만, 10월 초 차례 차례 다리 부위에 부상이 발생해 조정은 늦어진다. "오구리 캡 천황상 회키 가능성 높다"는 보도도 나왔다. 최종적으로는 출주가 결정되어 마스자와 스에오가 기수를 맡았지만, 초반부터 감투 정신이 결여되어 직선으로 치고 나가지 못하고 6위에 머무른다, 이어 재팬 컵을 위한 조교에서는 함께 병주하는 말에게도 밀리면서 몸의 컨디션이 불안시 되었다. 재팬 컵 레이스에서는 최후방으로부터 따라 올라가 제 3코너부터 전방으로 진출을 시도하지만 직선에서 속력이 부족해 11착을 기록한다. 
재팬컵의 결과로 오구리 캡은 이대로 은퇴해야 한다는 목소리가 높아졌다. 오구리 캡은 '빛을 잃은 영웅', '떨어진 우상' 등으로 평가된다. 또한 마주였던 콘도에게 보낸 협박장이 중앙 경마회에 전달되는 사태로까지 이어지게 되었다. 결국, 오구리 캡은 은퇴 레이스로서 아리마 기념에 출주하는 것으로 결정된다. 기수는 야스다 기념을 맡았던 타케 유타카가 기승하는 것이 결정된다. 아리마 기념 팬 투표에서는 14만 6738표를 받아 1위 인기를 받았다. 아리마 기념 레이스에서는 초반 6번째로 제 3코너를 지나면서 마군 밖으로 나와 전방으로 치고 올라가면서, 최종 직선에서 2펄롱이 남은 상태에서 선두에서 추격하는 메지로 라이언과 화이트 스톤을 누르고 1착으로 골인하며 2년만의 아리마 기념을 재패한다. 
한계설이 유력하게 제기되었던 오구리 캡의 우승은 '기적의 부활', '감동의 라스트런'으로 불리며, 레이스 뒤 스탠드 앞에서 위닝런을 행햇을 때, 경마장에 있던 관중들이 일제히 '오구리'를 외치는 '오구리 콜'이 일어났다. 이 경주에서는 팬 투표에서는 제 1위였지만 단승 마권에선 4위 인기를 기록했는데, 이 현상에 대해서 아베 타마키는 "'마음과 돈은 별개의 것'이라는 버블 시대의 심정이 잘 나타나 있다"고 표현한다. 레이스 후, 세토구치는 인터뷰에서 "지금 내가 이 말에게 할 수 있는 말은 '고맙다' 이 한마디 밖에 없다"고 말했다.

##### 1990년대 부진과 부활
1990년 후반에 천황상(가을)과 재팬컵에서 대패한 오구리 캡의 제35회 아리마 기념 우승 요인에 대해서는 다양한 분석이 이루어지고 있다.

###### 컨디션
조교사 세토구치는 당해 가을의 오구리 캡은 골막염으로 고생하고 있었다고 말한다. 또 마사 관계자 이외로부터도 건강을 지적하는 목소리도 있었다. 천황상 (가을) 출주시 컨디션에 대해서는 세토 구치는 급하게 마무리한 것도 영향을 미쳤을 것임을 시사하고 있다. 구무원이었던 이케에는 말의 컨디션 회복을 생각하면 경주마 종합 연구소 조반지소의 온천 요양 시설에 좀더 머물고 싶었다고 말하고 있다. 
정신적인 측면에 대해서는 세토구치, 이케에 모두 기백, 기합 부족을 지적하고 있다. 이케에는 천황상 (가을)의 준비 과정에서 TV 프로의 촬영 스태프가 밀착 취재를 하면서 오구리 캡에게 스트레스가 생겻다고 증언 하고 있으며, 자세한 증언은 다음과 같다. 
" 방송사들의 취재 공세는 대단했다. 밀착 취재라면서 일주일 24시간 내내 오구리를 찍어댔다. 게다가 오구리에게나, 나에게나 불행했었던 점은 그 취재진이란 것이 대부분 경주마에 대해 모르는 사람들로 이루어져 있었다는 점이었다. 밀착 취재라고는 해도, 통상 담당 구무원이 있는 사이에 촬영이나 취재하는 것이었을 뿐, 구무원이 돌아간 후에는 취재원들도 취재를 자제한다. 그러나 이들은 그렇지 않았다. 문자 그대로 24시간 내내 오구리를 찍어댔다. 
그 뿐이랴, 말이란 몸이 불편하거나 혼자 있고 싶을 때에는 마방 깊숙한 곳에 숨어 나오지 않는다. 그럴 때에는 가만히 나두는 것이 제일 좋은데, 이들은 당근이나 풀과 같은 여물을 드러내어 오구리를 유인하기도 했던 것 같다. 
아차, 하고 깨달았을 때에는 이미 늦은 뒤였다. 오구리가 구유에 담긴 여물을 뚝딱 해치운 뒤였으니. "
컨디션에 대해서는 제35회 아리마 기념에서 우승했을 때에도 좋지 않았다는 증언이 여럿 있다. 오구리 캡과 조교를 실시했던 오스미 사댜이의 구무원 出口光雄이나, 같은 레이스에 출전했던 야에노 무테키의 담당 구무원, 혹은 조교 조수인 오기노 이사오가 레이스 전 시점에서 컨디션의 악화를 지적했던 것 외에도, 기승한 타케 유타카도 레이스 전 패덕을 걷고 있을 때에 대해서 "봄과 달랐던 것은 확실했다."고 회고 하고 있다. 작가 기무라 유키하루는 레이스 전 페덕에서 본 오구리 캡에 대해서 레이스 전인데도 모든 힘을 다 써 말라버린 것처럼 보였다. 다른 15마리의 서러브레드가 목을 격렬히 좌우로 흔들고, 앞다리를 허공에 띄우며 튀어올라 앞으로 있을 레이스에서의 투쟁의 흥분을 드러내지 못해 안달인 것과 비교한다면, 그 모습은 누구에게도 숨막히는 것처럼 느껴졌다. 사람에게 이끌려, 어쩔 수 없이 걷고 있다는 느낌이 있었다"고 회고한다. 
그러나, 구무원인 이케에는 이때, 오구리 캡의 고삐를 당기고 있었던 이케에와 츠지모토가, 천황상(가을) 때 배 이상의 힘으로 당겨지는 것을 느끼고 "아, 이놈 혹시 모른다" 고 서로 속삭였다고 한다. 또 소설가 타카하시 겐이치로에 의하면, 아리마 기념 2일전인 21일 산케이 스포츠 주최고 개최된 아리마 기념 전야제에 출석했을 때, 노히라 유지에게 오구리 캡의 상태를 물었는데, 노히라는 "제가 보기에느 나빠 보이지는 않습니다. 여러분들은 여러 가지 말씀하셨는데, 제가 본 바로는 그렇게 나쁜 상태로 생각되지는 않아요"라고 대답했다고 한다. 중앙 경마 시대 오구리 캡의 진찰을 담당한 수의사 요시무라 히데유키는 오구리 캡이 중앙 경마로 이적한 당초 시점에서 이미 갖추고 있었던 - 연속된 패배 시기에는 없어졌던 - 스포츠 심장이 아리마 기념 전 되찾았음을 감지하고 가족에게는 '이번에는 이긴다'고 예언하기도 했다.

###### 기수와의 상성
라이터 와타세 나츠히코는 천황상 (가을)과 재팬 컵에서 기승한 마스자와 스에오에 대하여, 스타트 직후부터 말에 기합을 넣는 마스자와의 기승 스타일과, 오카베 유키오가 "너무나도 진지한 말이기 때문에 전반에 얼마나 말을 편안하게 대해주는지가 승부의 포인트가 된다"고 평했던 점을 통해 오구리 캡과의 궁합이 좋은 편은 아니었다고 분석한다.  
한편, 타케 유타카와 오구리 캡의 궁합에 대해 오구리 캡의 마주인 콘도는 오구리 캡을 "전성기에 비교하면 80%의 힘밖에 없지 않았나"라고 말하며, "그 80%를 모두 끌어낸 것이 타케 유카카"라고 말해  "오구리 캡은 타케 유타카와 궁합이 맞았다"고 평가한다. 
타케 유타카에 따르면, 아리마 기념에서 제3-4 코너를 오른쪽 앞에서 달리게 한 후 직선주로에서는 왼쪽 앞으로 바꾸어 달리게 할 필요가 있었지만, 왼쪽 앞으로 바꾸게 하기 위해서는 왼쪽에서 채찍을 넣어 신호할 필요가 있었다. 그러나 오구리 캡은 코너를 돌 때 안쪽으로 기우는 버릇이 있었다. 이를 수정하기 위해 채찍질을 하려면 오른쪽에서부터 넣어야 했다. 거기서 타케는 마지막 직선 입구에서 오그리캡의 얼굴을 일부러 밖으로 향하게 해 안으로 기우는 것을 막고, 왼쪽으로 채찍을 쳐내 능숙하게 방향을 바꾸는데 성공했다.

###### 은퇴식
1991년 1월, 오구리 캡의 은퇴식은 교토 경마장 (13일), 카사마츠 경마장 (15일), 도쿄 경마장 (27일) 3곳에서 열렸다. 
은퇴식 당일에는 많은 관객들이 경마장에 입장했다. 카사마츠 경마장에서의 은퇴식에는 경마장 내에서만 카사마츠정 당시 인구(2만 3000명)보다 많은 2만 5000명이 입장했고, 입장 제한에 의해 장외에서 구경한 인원을 합하면 약 4만명에 이른다. 카사마츠 경마장의 은퇴식에 참석한 안도 가스미는 마장 내가 "예사롭지 않다"고 느낄 정도로 분위기가 고조되는 중에서도 오구리 캡이 동요하는 모습을 보이지는 않았다고 술회한다. 안도는 오구리 캡에 기승해 경마장 코스를 2바퀴 주행한다. 이 자리에서 기후현은 오구리 캡에게, 카사마츠 정은 오구리와 스미에게 표창을 수여한다.

### 은퇴 이후

#### 종마가 되다
은퇴 이후 오구리 캡은 홋카이도 니캇푸정의 우준 스텔리온 스테이션에서 종마 생활을 시작한다. 1991년 1월 28일 우준 스텔리온 스테이션에 도착하자, 니캇푸 촌장과 300명 이상이 마중나와 오구리 캡의 도착을 환영하였다. 밤에는 텔레비젼 프로그램 뉴스 스테이션에 생방송으로 출연한다.
종마가 된 이후 오구리 캡은 2대 마주인 사하시가 소유하고 종자 권리 주식을 가진 자에게 임대하는 형태로 취해졌다. 실질적으로 신디케이트와 같은 형태였다. 그 규모는 총 18억 엔 (주 당 3000만엔, 600만 엔, 5년) * 60주)였다. 처음에는 종마 생활을 크게 취하지 않을 방침이었지만  신디케이트에 가입하지 못한 생산자와 마주가 소규모로 방출된 거래 주식에 몰리면서 씨받이 시즌 직전의 2월 13일에 열린 JS 컴퍼니 주최 노미네이션 세일은 거래 주식 중에서 최고가인 990만엔이 호가되었다.
3월 12일 야마타케 댄서(ヤマタケダンサー)를 상대로 첫 씨받이를 한다. 다음날 스포츠지 2개의 1면에는 이때의 씨받이를 하는 장면이 컬러 사진으로 개제된다. 골든 위크 (5월 5일)에는 오구리 캡을 견학하러 당시 니캇푸정의 인구에 맞먹는 6000명이 우준 스텔리온 스테이션을 방문한다. 1994년 JAR 신종 수말 리딩에서 선두를 차지한다. 선데이 사일런스에 비해 크게 뒤쳐졌음에도 자국산 종마로서는 최상위인 6위를 기록했다. 그러나 목 낭염의 발병으로 매해 교배 암말의 수가 점차 감소하고 1998년에는 10마리까지 감소한다.

#### 목 낭염 발병
1991년 7월 28일, 오구리 캡이 마방 구석에서 녹초가 된 상태로 발견된다. 발열, 기침, 콧물 등의 증상이 나타나 처음에는 감기로 진단을 받았다. 그러나 한 달이 지나도록 열이 내리지 않고 건초, 물도 삼키지 못하게 되어 정밀 검사를 실시한 결과, 목 낭염, 인두의 마비로 진단되었다. 이후 8월부터 팬들의 견학이 금지된다. 그달 하순부터 3명의 수의사에 의해 치료가 진행되었지만 9월 11일에는 염증의 원인으로 목 동맥이 터지면서 마방이 피바다가 될 정도로 대량의 출혈을 일으켜 생명이 위독산 상태에 이르렀다. 합계 18리터의 수혈을 실시하는 등 치료를 지속한 결과 10월 초에는 방목이 가능할 정도로 회복되었다.

#### 오구리 캡의 이름을 딴 레이스의 개최
1992년 카사마츠 경기장에서 오구리 캡을 기념하여 "오구리 캡 기념" 레이스가 창설되었다. 한 때는 더트 등급 경주로 치러지고 있었으나  현재는 지방 전국 교류 경주로 이루어지고 있다. 2004년 11월 21일에는 JAR 골든 쥬빌리 캠페인으로 명마 메모리얼 경주로 오구리 캡 메모리얼 경주가 시행되었다. 다만, 2021년 기준으로는 카사마츠 지방 경마의 승부 조작으로 인한 카사마츠 경마장의 영업 정지 명령으로 시행되고 있지 않다.

#### 종마 생활의 은퇴
2006년 2마리의 암말과의 교배를 마지막으로 종마를 사실상 은퇴하게 되었으나 우준 스텔리온 스테이션에 공로마로서 길러지고 있었다. 2007년 5월 1알에는 그레이스 퀸이 오구리 캡의 라스트 크롭이 되는 민나노 아이돌을 출산한다. 2012년 7월 1일 가나자와 경마 경주에서 안드레아 셰니에가 예후 불량이 괸것을 마지막으로 일본 내 경마장에서 오구리 캡의 산구는 자취를 감췄다.

#### 일반 공개
2008년 11월 9일 도쿄 경마장에서 열린 일반 공개는 아시아 경마 회의 기념 행사중 하나로 치러졌다. 문제는 오구리 캡을 홋카이도에서 도쿄 경마장까지 수송하고, 경마장 내의 패덕을 선회한 뒤 로즈 가든 내 호스 링크에 방목한다는 것이었다.

##### 홋카이도에서 도쿄 경마장으로의 수송
일반 공개가 결정된 당시 오구리 캡은 종마를 은퇴한 고령인 점을 고려해야 했다. 일본 중앙 경마회는 우준 스텔리온 스테이션에서 도쿄 경마장까지의 1300km에 달하는 거리 이동에 따른 부담을 고려해 수송 시 담당 구무원 외 수의사 2명을 대동시키면서 몸에 이변이 생겼을 경우 이벤트를 취소할 계획도 세웠다.
11월 4일, 오구리 캡은 수송차에 실려 우준 스텔리온 스테이션을 출발, 하코다테 경마장에 도착하여 하루를 묵었다. 다음날 하코다테항에서 페리로 아오모리항까지 이동하고, 거기서 다시 수송차로 도쿄경마장으로 이동했다. 도쿄 경마장에 도착한 때는 11월 6일 새벽이었다.

##### 도쿄 경마장 도착 이후
11월 6일, 7일 2회, 일반 공개 당일에 열리는 방목장 둘레의 예행 훈련이 열렸다.

##### 일반 공개
11월 9일 오전 11시 반경부터 방복장 둘레에 맞춰 오구리 캡의 과거를 회상하는 영상이 방영되면서 오구리 캡에 승마한 경험이 있는 유카베 유키오, 미나이 카츠미와 9회 재팬 컵에서 호릭스에 승마한 랫느 엔서니 오설리반 등의 3명이 오구리 캡에 대해 이야기하는 기획이 열렸다. 패덕에서 오구리 캡의 텐션은 높았고, 기운찬 장면도 보였다.
오후 2시부터 로즈 가든 내 호스링크에서 방목이 이루어졌다. 로즈 가든 주변의 400m에 걸친 행렬이 생겼고, 경마장 스텐드 테라스나 근처의 육교에서 오구리 캡을 바라보는 사람들도 많이 나타났다.
이때 일부 매너가 나쁜 팬들로부터 대량의 플래시가 터지고 있던 상황이었음에도 오구리 캡은 시종 태연한 모습을 보였다. (대부분 말은 플래시를 터트리면 패닉에 빠진다.) 오구리 캡이 가진 정신적인 터프함을 상징하는 에피소드가 되었다.

##### 일반 공개 후
오구리 캡은 일반 공개 후 잠시 도쿄 경마장에 머물다 11월 12일 홋카이도를 향해 출발했다. 이날 도착한 하코다테 경마장에서 이틀을 머문 뒤, 11월 14일 우준 스텔리온 스테이션에 도착한 것으로 오구리 캡의 일반 공개는 마무리 되었다.

#### 골절에 의한 안락사와 추모
2010년 7월 3일 오후 2시경 우준 스텔리온 스테이션의 일반 공개용 방목장에서 마방으로 되돌아 가기 위해서 찾아간 스테프는 쓰러져 일어나지 못하는 오구리 캡을 발견한다. 질퍽거린 지면에 발을 채여 넘어졌다고 보인 그때, 오구리 캡은 오른쪽 뒷다리 경골이 골절된 상태였다. 오구리 캡은 즉시 미츠이시 가축 진료센터로 이송되었으나 복합 골절로 손을 쓸 수 없는 상태였기에 안락사 조치를 취하게 되었다. 오구리 캡의 죽음은 일본 뿐 아니라 영국 등에서도 보도되었다.
오구리 캡의 죽음을 전해들은 카사마츠 경마장에서는 장내에 헌화대와 기장대를 설치하고 7월 19일 송별회를 열었다. JRA에서도 헌화대, 기장대를 설치하는 등 추모행사와 함께 오구리 캡에게 감사장을 증정했다. 우준 스텔리온 스테이션에서도 헌화대가 설치되었다. 중앙경마와 홋카이도 경마는 각각 7월 추모경주를 개최하였다.
7월 29일 니캇푸 정에 있는 레코드 관에서 700명이 참석한 송별회가 개최되었다. 전국적으로 수집된 1만 3957명분의 기장을 받았다.
55회 아리마 기념이 열리는 2010년 12월 26일은 오구리 캡의 메모리얼 데이로 이날 나카야마 경마 제 11경주 "해피 앤딩 프리미엄"은 오구리 캡 메모리얼을 부여하여 실시되었다.
1주기가 된 2011년 7월 3일은 우준 메모리얼 파크에 동상이 설치되었다.

## 특징·평가

### 지능·정신면에 관한 특징·평가
댄싱캡의 자마 대부분은 성미가 거친 것으로 여겨졌으나, 오구리 캡은 침착한 성격으로 평가된다. 그 성미는 경마장에서도 발휘되었는데, 관종의 환호를 받더라도 흔들림이 없다는 평가가 나온다. 출발대에서는 차분함이 지나쳐 발주 지연이 있었을 정도였다. 오구리 캡에 종사했던 사람들은 오구리 캡의 현명함, 똑똑함을 강조하는 사람들 역시 많다.

### 인기
경주마 시대의 오구리 캡의 인기는 심볼리 루돌프를 가볍게 뛰어넘어 일본의 국민 경주마라 불리는 하이세이코와 견줄만 하다고 평가된다. 이러한 원인에 대해서 경마 평론가 이치마루 히로시는 "지방출신의 삼류 혈통마가 중앙의 엘리트를 깨부수며 가혹한 로테이션 속에서도 수많은 명승부를 연기하며 두번의 좌절을 극복한 것에 있다"고 말하며 "오구리 캡은 팬들에 기억속에서만 진정하게 살아가오 있다","경마 팬이 느꼈던 감정은 아마 이 시대를 지냈던 사람만이 이해할 수 있는 것"이라는 견해를 내비쳤다. 경마 평론가 스타 타키오(須田鷹雄)는 오구리 캡이 중앙에 이적할 때까지 미스터 시비, 심볼리 루돌프, 메지로 라모누와 같은 스타들이 은퇴하며 스타 호스가 없었던 상황이면서 오구리 캡이 페가수스 스테이크스, 마이니치 컵을 연승한 뒤 출주한 페가수스 스테이크스에서 7마신차의 압승을 거둔 것으로 경마 인기를 이끌기 시작했고, 타마모 크로스를 이기고 아리마 기념을 우승하게 되면서 경마붐의 대명사적 존재가 되었다고 분석했다.
오구리 캡의 인기는 같은 시기의 기수인 타케 유타가의 인기와 일본 일본의 거품 경제의 상승 효과에 의한 것이라는 분석도 있다. 오구리 캡에 의한 경마 열풍은 일본에서 "제2차 경마 붐'이라 불리며 경마계를 뛰어넘어 일본 전체 사회 현상으로 여겨진다. 오구리 캡의 중앙 경마 이적 후 출주한 레이스의 마권 매출액은 20경주 중 17 경주에서 전년에 비해 증가하였다. 단승식 매출액의 경우 모든 경주에서 증가했다. 오구리 캡이 출장했던 당일 경마장 입장자 수는 16 경주 중 15 경주에서 작년에 비해 증가하였다. 중앙 경마 전체 연간 마권 매출액은 오구리 캡이 카사마츠에서 이적한 1988년에는 2조엔이었던 것이 은퇴한 1990년에는 3조엔에 도달한다.
제2차 경마 열풍을 이끈 오구리 캡의 인기의 편승하는 형태로 각종 관련 상품들이 발매되었다. 대표적인  것이 인형으로 오구리 캡의 2대 마주인 사하시가 운영하는 회사가 제조, 판매를 맡자 대박 상품이 되었다.
처음으로 인형이 발매된 것은 1989년 가을이었으나, 출시되자마자 매진 되었다. 가격은 가장 작은 20cm가 2000엔, 가장 큰 사이즈는 4만엔으로 설정되어 1989년 10월 출시 이후 1년간 160만개, 총 300만개 판매된것으로 여겨지며, 인형뽑기 인형을 포함하면 1100만개에 이른다. 오구리 캡 봉제 인형의 대 히트로 경주마의 봉제 인형은 대표젹인 경마 부가가치 창출 수단으로 애용되게 된다.
아사히신문 칼럼인 천성인어(天声人語)는 오구리 캡을 "여성을 경마장으로 이끌어 낸 주역"으로 평가한다. 경마장에서는 오구리 캡의 인형을 가진 젋음 여성들이 활보하는 모습이 자주 나타난다.오구리 캡의 여성팬들은 "오구리 걸(オグリギャル)"이라 불리었다.

## 경주 성적
| 날짜        | 경마장   | 경기명                 | 등급 | 트랙       | 배당 (인기 순위) | 순위 | 시간   | 기수            | 우승마 (2위마)  |
| ----------- | -------- | ---------------------- | ---- | ---------- | ---------------- | ---- | ------ | --------------- | --------------- |
| 1987.05.19. | 가사마쓰 | 3세 신마 (현 2세 신마) | -    | 더트 800m  | 인기 2위         | 2    | 0:50.1 | 아오키 다쓰히코 | 마치 토쇼       |
| 1988.10.30. | 도쿄     | 추계 천황상            | G1   | 잔디 2000m | 2.1 (1)          | 2    | 1:59.0 | 가와치 히로시   | 타마모 크로스   |
| 1988.11.27. | 도쿄     | 재팬컵                 | G1   | 잔디 2400m | 6.9 (3)          | 3    | 2:25.8 | 가와치 히로시   | 페이 더 버틀러  |
| 1988.12.25. | 나카야마 | 아리마 기념            | G1   | 잔디 2500m | 3.7 (2)          | 1    | 2:33.9 | 오카베 유키오   | (타마모 크로스) |
| 1989.12.24. | 나카야마 | 아리마 기념            | G1   | 잔디 2500m | 1.8 (1)          | 5    | 2:32.5 | 미나이 가쓰미   | 이나리 원       |
| 1990.12.23. | 나카야마 | 아리마 기념            | G1   | 잔디 2500m | 5.5 (4)          | 1    | 2:34.2 | 다케 유타카     | (메지로 라이언) |

## 창작물
- 오구리 캡은 말인간 미소녀로 모에화되어 《우마무스메 프리티 더비》, 《우마무스메 신데렐라 그레이》에도 등장하며, 신데렐라 그레이에서는 주인공으로 등장한다.

### 내용
1. ↑  경주마로 성장하기 위한 조교중 하나로 환경, 물체, 장구 등에 적응하는 것을 목적으로 하는 조교행위를 말한다. 말이 사람을 두려워하여 차거나 무는 행위를 방지해 조교기간 말이 좋은 버릇이 들도록 하는 것이 목적이다.
2. ↑  말의 발굽 바닥에 위치한 제차(蹄叉, frog)가 썩거나 곪아 부식되는 발굽 질환중 하나로, 제차가 퇴행성 변화를 일으켜 발병 부위에 검은 괴사물질이 발생하는 것으로 확인할 수 있다. 단정적으로 마필 관리의 소홀(마방 청소 소홀, 말굽 관리 소홀)로 발생한다. 대개 발병 부위를 소독하고 환경 관리의 개선을 통해 치유된다.
3. ↑  종전 기록은 1972년 하이세이코가 기록한 4연승이었다.